# Гоміні (Оклахома)
Гоміні (англ. Hominy; оседж. Hą́mąðį — сновида) — місто в США, в окрузі Осадж штату Оклахома. Населення — 3329 осіб (2020).

## Географія
Гоміні розташоване за координатами 36°25′20″ пн. ш. 96°23′28″ зх. д. / 36.42222° пн. ш. 96.39111° зх. д. (36.422231, -96.391135).  За даними Бюро перепису населення США в 2010 році місто мало площу 5,16 км², з яких 5,16 км² — суходіл та 0,00 км² — водойми.

## Демографія
Згідно з переписом 2010 року, у місті мешкало 3565 осіб у 979 домогосподарствах у складі 625 родин. Густота населення становила 691 особа/км².  Було 1184 помешкання (229/км²).
Расовий склад населення:
| - 58,9 % — білих - 19,0 % — корінних американців - 14,6 % — чорних або афроамериканців - 0,4 % — азіатів |

До двох чи більше рас належало 6,5 %. Частка іспаномовних становила 3,3 % від усіх жителів.
За віковим діапазоном населення розподілялося таким чином: 18,8 % — особи молодші 18 років, 70,3 % — особи у віці 18—64 років, 10,9 % — особи у віці 65 років та старші. Медіана віку мешканця становила 36,4 року. На 100 осіб жіночої статі у місті припадало 182,0 чоловіків;  на 100 жінок у віці від 18 років та старших — 214,8 чоловіків також старших 18 років.
Середній дохід на одне домашнє господарство  становив 40 112 долари США (медіана — 31 226), а середній дохід на одну сім'ю — 50 057 доларів (медіана — 48 333). Медіана доходів становила 35 809 доларів для чоловіків та 35 594 долари для жінок. За межею бідності перебувало 21,6 % осіб, у тому числі 27,1 % дітей у віці до 18 років та 22,6 % осіб у віці 65 років та старших.
Цивільне працевлаштоване населення становило 820 осіб. Основні галузі зайнятості: освіта, охорона здоров'я та соціальна допомога — 21,1 %, сільське господарство, лісництво, риболовля — 18,0 %, мистецтво, розваги та відпочинок — 12,7 %, публічна адміністрація — 10,4 %.